# ماتيرياليز أن في
ماتيرياليز أن في (بالإنجليزية: Materialise NV)‏ هي شركة بلجيكية مقرها لويفن وهي واحدة من أكبر الشركات في مجال صناعة طباعات ثلاثية الأبعاد.